# Kidugua spiralis
Kidugua spiralis là một chi nhện đơn loài trong họ Agelenidae. Chúng được Pekka T. Lehtinen miêu tả đầu tiên năm 1967 và chỉ được tìm thấy ở châu Phi.